# Coupe du monde de tir à l'arc en salle de 2013
Navigation
Édition précédente Édition suivante
La coupe du monde de tir à l'arc en salle de 2013 est la troisième édition annuelle de la coupe du monde en salle organisée par la World Archery Federation (WA). Elle regroupe des compétitions individuelles dans les catégories d'arc classique et arc à poulies.

## Calendrier
| Étape  | Date                     | Lieu            |
| ------ | ------------------------ | --------------- |
| 1re    | du 8 au 9 décembre 2012  | Singapour (SIN) |
| 2e     | du 18 au 20 janvier 2013 | Nîmes (FRA)     |
| 3e     | du 8 au 9 février 2013   | Las Vegas (USA) |
| Finale | du 9 au 10 février 2013  | Las Vegas (USA) |

## Format de compétition
Trois compétitions de qualification ont lieu entre décembre 2012 et février 2013 pour chacune des catégories et les meilleurs archers sont qualifiés pour les finales en février à Las Vegas. Toutes les épreuves se déroulent en intérieur avec des cibles se situant à 18 m.
La première étape des qualifications se déroule à Singapour du 8 au 9 décembre 2012, les archers seront classés selon leur classement final.
La deuxième étape des qualifications se déroule à Nîmes du 18 au 20 janvier 2013, les archers seront classés selon leur classement final.
La troisième étape des qualifications se déroule à Las Vegas du 8 au 9 février 2013.
Les 16 premiers archers de chaque catégorie suivant leur total de points, seront qualifiés pour la finale à Las Vegas le 9 février 2013 au soir.

## Résultats
Au 10 février 2013, voici le classement pour chaque catégories :
| Épreuves                      | Or                            | Argent                              | Bronze                            |
| ----------------------------- | ----------------------------- | ----------------------------------- | --------------------------------- |
| Individuelle classique hommes | Brady Ellison États-Unis      | Jean-Charles Valladont France       | Rick van der Ven Pays-Bas         |
| Individuelle classique femmes | Jean Sung Eun Corée du Sud    | Kim Min Jong Corée du Sud           | Bérengère Schuh France            |
| Individuelle poulies hommes   | Braden Gellenthien États-Unis | Peter Elzinga Pays-Bas              | Reo Wilde États-Unis              |
| Individuelle poulies femmes   | Andrea Gales Royaume-Uni      | Sandrine Vandionant-Frangili France | Danelle Van Caspel Afrique du Sud |